# باولو غازانيغا
باولو غازانيغا (Paulo Dino Gazzaniga) (2 يناير 1992 في الأرجنتين – )؛ هو لاعب كرة قدم كان يلعب كحارس مرمى.

## وصلات خارجية
- باولو غازانيغا على موقع الاتحاد الأوربي (الإنجليزية)
- باولو غازانيغا على موقع قاعدة بيانات كرة القدم.إي يو (الإنجليزية)
- باولو غازانيغا على موقع ناشيونال فوتبول تيمز (الإنجليزية)
- باولو غازانيغا على موقع Soccerbase.com (لاعب) (الإنجليزية)
- باولو غازانيغا على موقع Soccerway.com (الإنجليزية)
- باولو غازانيغا على موقع عالم كرة القدم.نت (الإنجليزية)
- باولو غازانيغا على موقع AS.com (الإسبانية)